# Polizeiruf 110: Im Schatten
Im Schatten ist ein deutscher Kriminalfilm von Philipp Leinemann aus dem Jahr 2016. Es ist die 359. Folge innerhalb der Filmreihe Polizeiruf 110 und der 14. Fall für Hauptkommissar Alexander Bukow (Charly Hübner) und die LKA-Beamtin Katrin König (Anneke Kim Sarnau). Die Haupt-Gaststars dieser Folge sind Elisabeth Baulitz, Hansjürgen Hürrig, Kirsten Block, Bernhard Conrad sowie Norbert Hülm und Christian Hockenbrink.
Bukow und König versuchen einen missglückten Einsatz der Kripo aufzuklären, der gemeinsam mit den Kollegen der Zollfahndung durchgeführt wurde und bei dem es zwei Tote gab.

## Handlung
Die Kriminalhauptkommissare Bukow und König leisten der Zollfahndung Amtshilfe und überwachen den Drogenschmuggler Ralf Gellert, der kurz zuvor eine Frau getötet hat. Als dieser die Polizisten bemerkt, nimmt er sich ein Kind als Geisel, woraufhin die Zoll-Beamtin Jana Zander den Geiselnehmer mit einem gezielten Schuss tötet.
Tags darauf wird auch Martin Angerer, der Einsatzleiter der Operation, tot aufgefunden. Alles deutet auf eine Mafiaorganisation hin, die über den Rostocker Hafen illegal Drogen nach Skandinavien bringen will. Bukow und König sind allerdings skeptisch, weil dieser Vorfall für die Organisation zu nebensächlich sein dürfte und sie sich deshalb durch einen Mord an einem „kleinen“ Zollbeamten nicht angreifbar machen würden. So begeben sich die beiden Ermittler auf Motiv- und Spurensuche. Bei seinen Kollegen war Martin Angerer für Alleingänge bekannt, sie halten es zudem für möglich, dass er „etwas am Laufen“ hatte. Insbesondere sein Kollege Erik Lorch belastet ihn diesbezüglich. Als Kripokollege Thiesler Lorch observiert, hat er allerdings den Eindruck, dass dieser korrupt ist und sich dafür bezahlen lässt, bei seinen Kontrollen ein Auge zuzudrücken, bzw. seine Kunden zu warnen, wenn eine Kontrolle ansteht. Er stellt Lorch zur Rede und erfährt, dass er das Geld nur abgeholt habe, um es an Angerers Frau weiterzugeben. Sie sei krebskrank und brauche Medikamente, die die Krankenkasse nicht bezahle.
Während Volker Thiesler im Kreis der Zollkollegen recherchiert, konzentrieren sich Bukow und König auf die Drogenszene von Rostock. Es gelingt ihnen, die Spur des Dealers Mirco Lewandowski aufzunehmen. Jana Zander unterstützt sie dabei. Sie ist bei den Angerers als Pflegekind aufgewachsen und hat ein großes Interesse, der Mafia auf „die Füße zu treten“. Nach ersten Recherchen bringt der Drogenring Ware über den Getreidehafen nach Skandinavien. Lewandowski wird observiert und festgenommen, als er im Hafen gerade eine Lieferung Rauschgift weitergeben will. Im Verhör bieten Bukow und König ihm die Kronzeugenregelung an, wenn er gegen seine Hintermänner aussage. Nachdem sich allerdings das sichergestellte Rauschgift nur als Testlieferung herausstellt und sich in den Päckchen keine Drogen befinden, geraten die Ermittler in Beweisnot und müssen Lewandowski wieder freilassen.
Was Bukow und König zu diesem Zeitpunkt nicht ahnen: Sie hatten in Jana Zander die ganze Zeit eine verbissene Frau an ihrer Seite, die nicht verlieren kann. Da sie bei ihrer Arbeit immer mehr zu spüren bekam, dass sie die großen Verbrecher nie zu fassen bekommen wird, begann sie das Recht in die eigenen Hände zu nehmen, korrumpierte sich aber auch bei kleineren Zollvergehen. Dass Lewandowski ungeschoren davonkommt, kann und will sie nicht zulassen. Sie lauert ihm auf und bringt ihn um. König kommt allmählich dahinter, dass Jana Zander ein falsches Spiel spielt. Sie hat Drogenschmuggler Ralf Gellert ganz bewusst hingerichtet, so wie jetzt Lewandowski. Auch ihren Pflegevater Martin Angerer hat sie getötet. Zum einen hatte er sie durchschaut, zum anderen wollte sie diesen Mord ganz bewusst der Drogenmafia unterschieben.

## Dreharbeiten
Der Film wurde vom 27. Oktober 2014 bis zum 25. November 2014 in Hamburg und Rostock gedreht.

## Rezeption

### Einschaltquote
Die Erstausstrahlung von Im Schatten am 16. Oktober 2016 wurde in Deutschland von 7,55 Millionen Zuschauern gesehen und erreichte einen Marktanteil von 21,4 % für Das Erste.

### Kritik
Rainer Tittelbach von tittelbach.tv fand, dieser Polizeiruf „ist als dichtes, introvertiertes Krimidrama angelegt, filmisch wie psychologisch etwas geschmeidiger als einige der düsteren Vorgänger des Reihen-Ablegers. Character driven, moderat horizontal erzählt, atmosphärisch, Hübner/Sarnau wie immer eine Bank!“ „Es werden hier keine großen psychologischen Fässer aufgemacht – aber ein sehr stimmiger emotionaler Unterboden ausgebreitet, auf dem die Krimi-Aktionen umso dichter und emotional geschmeidiger ablaufen können.“
Bei Welt.de schrieb Barbara Möller: „So grau war lange kein Fernsehkrimi mehr. Das organisierte Verbrechertum scheint alle Farbe rausgesogen zu haben. So freudlos sieht dieses Rostock aus, dass man da nicht als Bild an der Wand hängen möchte. Ganz davon abgesehen, dass man von einem solchen Zoll oder einer solchen Polizei auch nicht beschützt werden möchte.“
Die Kritiker der Fernsehzeitschrift TV Spielfilm kamen zu dem Urteil: „In rauen Ostsee-Tristesse-Bildern erzählt ‚Polizeiruf‘-Debütant Philipp Leinemann kraftvoll von den Konsequenzen frustrierender, desillusionierender Polizeiarbeit. Thematisch gibt es dabei Parallelen zu seinem Kinothriller ‚Wir waren Könige‘ (2014). Drehbuchautor Florian Oeller, der mit der Reihe gut vertraut ist, entwickelt die Hauptfiguren weiter, deutet u. a. Bukows zunehmende Entfremdung von seinem Sohn an.“

„Lakonisch, norddeutsch, aber wenn nötig mit hartem Punch schnurrt hier der Fisch-Cop-Krimi ab. […] Zwar erreicht das horizontale Serienerzählen hier nicht ganz die Tiefe wie letzte Woche im Dortmunder Rocker-'Tatort', dafür spulen die Filmemacher ihren Mafia-Plot tadellos ab.“